# Alina Hrosu
Alina Mychajlivna Hrosu (in ucraino Аліна Михайлівна Гросу?; Černivci, 8 giugno 1995) è una cantante ucraina.

## Biografia
Il suo talento è stato scoperto dalla cantante Iryna Bilyk dopo la vittoria ad un concorso canoro dedicato ai bambini.  Alina ha partecipato poi ad altri concorsi musicali quali il Slavianski Bazaar a Vicebsk e il Junior Eurovision Song Contest.

## Discografia
- 2000 – Razom zi mnoju
- 2002 – Bdžilka
- 2004 – More volnuetsja
- 2006 – Ja kochana donečka
- 2006 – Choču šalit'
- 2007 – Na 19 ėtaže
- 2010 – Melom na asfal'te
- 2018 – Bas